# 圓眶奈氏鱈
圓眶奈氏鱈，為輻鰭魚綱鱈形目鼠尾鱈科的其中一種，分布於東太平洋巴拿馬灣至秘魯北部海域，屬深海底棲性魚類，深度523-800公尺，本魚吻短且尖，體紅褐色，嘴巴黑色，體長可達20公分，棲息在底層水域，生活習性不明。